# Philibert Orry

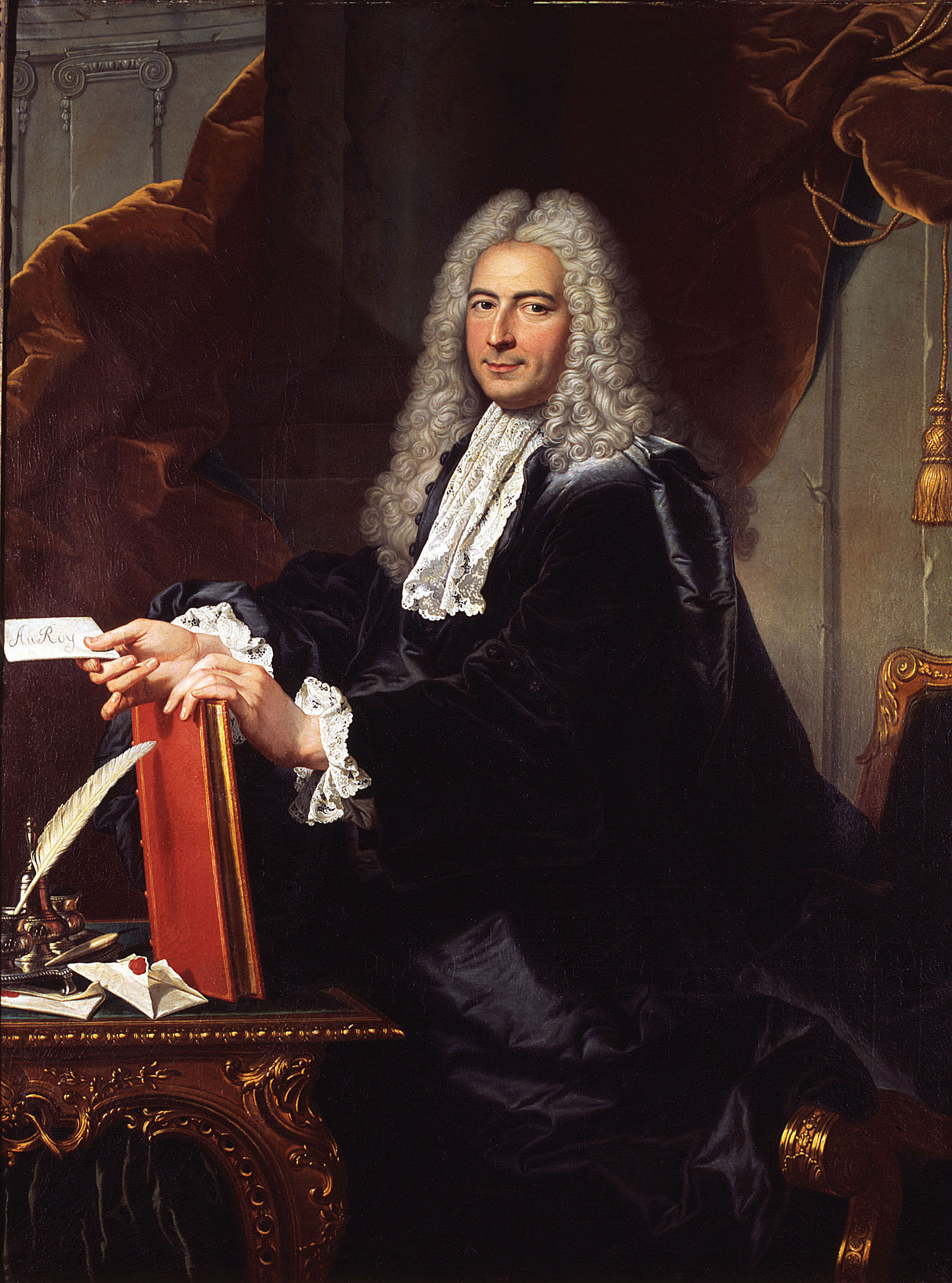
Philibert Orry.

Philibert Orry (Troyes, 22 de enero de 1689 - La Chapelle-Godefroy, 9 de noviembre de 1747), conde de Vignory, señor de La Chapelle-Godefroy, fue un hombre de estado francés.

## Vida pública
Orry se enriqueció al abastecer con caballos y munición al ejército de Luis XIV durante la guerra de sucesión española. Además de ocuparse de las finanzas del rey Felipe V, Philibert Orry fue capitán de caballería durante la citada contienda. Más tarde fue nombrado consejero del Parlamento de París, además de maestro de peticiones (1715). Fue intendente en Lille (1715-1718), en Soissons (1722-1727) y en el Rosellón (1727-1728)
Gracias a la protección del cardenal Fleury, con quien compartía el gusto por el orden y la austeridad, Orry fue nombrado controlador general de finanzas en 1730. A partir de 1736, compaginó esta función con la de director general de los edificios reales.
Financiero hábil e íntegro, restableció el impuesto del diezmo y estabilizó los presupuestos del Estado. Aplicando los principios de Colbert, intentó desarrollar las industrias del textil y del papel. Así creó la fábrica de porcelana de Vincennes en 1740. Favoreció el comercio con Canadá y la India, reformando los estatutos de la Compañía francesa de las Indias Orientales.
Como director de edificios, restableció el salón bianual lo que le valió el cargo de vice-protector de la Academia real de pintura y escultura en abril de 1737. Su dirección no estuvo exenta de críticas y el marqués de Argenson hablaba con menosprecio del «mal gusto burgués del señor Orry». Sin embargo, la elección de Charles-Joseph Natoire en 1730 para que decorara su castillo de La Chapelle-Godefroy reveló el gusto de Orry en materia artística: era uno de los jóvenes pintores más prometedores de la época y sus dos rivales principales François Boucher y Charles André van Loo se encontraban en el extranjero.
Como director general de puentes y caminos, Orry consiguió acabar el canal de Crozat así como mantener y ampliar el sistema de carreteras. Envió a los intendentes, en 1737, instrucciones detalladas para la construcción y el mantenimiento de los caminos, clasificados en cinco categorías. En 1738 solicitó a los ingenieros de puentes y caminos que ampliaran los planes para las grandes rutas del reino.
Dimitió en 1745 debido a las hostilidades con madame de Pompadour. Fue tesorero de la Orden del Espíritu Santo desde febrero de 1743 hasta su muerte en 1747.